# Anton Kos (pravnik)
Anton Kos, slovenski pravnik, sodnik in publicist, * 9. januar, 1837, Rogaška Slatina, † 20. april 1900, Požega, Hrvaška.

## Življenjepis
Anton Kos je ljudsko šolo obiskoval v Rogaški Slatini in eno leto zaradi nemščine v Slovenski Bistrici, nižjo gimnazijo v Celju (1852–1856), nato jeseni 1856 odšel v Zagreb, kjer je ponavljal 4. razred in dokončal 5. (1857–1858), 6. razred je obiskoval v Trstu, 7. razred v Zagrebu (do aprila 1860), ko je odšel v Varaždin, kjer je 1861 končal gimazijo. V šolskem letu 1861–1862 je bil v mariborskem bogoslovju, nato je odšel študiral pravo v Zagreb (1862–1865) ter po državnem izpitu postal avgusta 1865 pravni praktikant v Zagrebu, novembra 1865 sodni pripravnik (avskultant) v Požegi, bil oktobra 1867 odpuščen ravno v času, ko je v Zagrebu zagovarjal sodni izpit. Leta 1870 je bil rehabilitiran in imenovan za sodnega pristava pri banskem sodišču v Zagrebu, septembra 1871 za tajniškega pristava in septembra 1875 za tajnika banskega sodišča; od 1885 do upokojitve leta 1899 je služboval kot sodni svetnik v Požegi. 

## Delo
Odločnega narodnega mišljenja se je Kos navzel že v Celju, kjer je nanj vplival opat Vodušek; v poznejših dijaških letih se je živahno dopisoval z dijaki skoraj vseh slovenskih gimnazij in jih spodbujal za narodno delo. Kot zagrebški gimnazijec je začel v Novicah priobčevati narodne pripovedke, pravljice, etnografske članke (1857: Kakšne ima vrag parklje?, Očetova kletev,  Pripovedke o celjskem grofu Ulrihu in teharskem kmetu, Donačka gora poleg Rogatca, –1858: Lipa, Zvit kovač, Tat, da malo takih, Rogaška Slatina na Štajerskem), zlasti pa je z dopisi iz Zagreba in Trsta v Novicah in Slovenskem glasniku (1858–1859) obveščal javnost o literarnih novostih in prosvetnih razmerah; sestavljal je za Cegnarjem bibliografski pregled slovenskega slovstva za obdobje od 1859 do 1865. Na tržaški gimnaziji je osnoval rokopisni dijaški listZora jadransk (1859). V Črticah iz dnevnika I–V (Novice, 1859) je razpravljal o prijateljstvu in rodoljubju, opisal izlet v Škedenj pri Trstu, primerjal slovensko pratiko s hrvaškim Šoštarje, poročal o proslavi 100 letnice mariborske gimnazije.